# Argus As 410

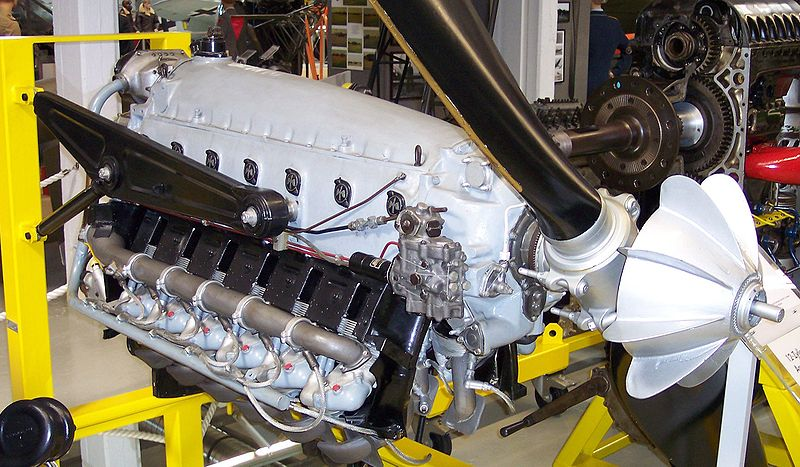
Argus AS 410

Der Argus As 410 war ein luftgekühlter hängender 60°-Zwölfzylinder-V-Motor der Firma Argus. Das Triebwerk wurde notwendig, nachdem ein leichter, aber leistungsstärkerer Antrieb als der Argus As 10 vom Reichsluftfahrtministerium (RLM) gefordert wurde. Die Luftkühlung wurde beibehalten, da nur so das Leistungsgewicht niedrig gehalten werden konnte. Um die Abwärme besser führen zu können, wurden die Zylinderköpfe um 45° gedreht. Dazu mussten die Stoßstangen schräg gestellt und über Kreuz geführt werden, um die hängenden Ventile zu betätigen. Die Zylinderköpfe waren auf den Zylindern mit Feingewinde verschraubt. Die Argus-410-/411-Motoren waren die letzten Flugmotoren mit Vergasern, die im Deutschen Reich bis 1945 entwickelt wurden.
Das Untersetzungsgetriebe für die Propellerwelle war ein Planetengetriebe mit einer Untersetzung von 0,67. Um die Leistung gegenüber dem AS 10 bei nahezu gleichem Hubraum zu steigern, wurde ein über Stirnräder von der Kurbelwelle angetriebener Schleuderlader eingebaut. Die Entwicklung wurde ab 1936 begonnen und 1938 fertiggestellt. Von der Baureihe AS 410/411 wurden bis zum Kriegsende etwa 14.000 Stück gefertigt.
Der Motor wurde später zum Argus As 411 weiterentwickelt.

## Einsatz
- Arado Ar 96B
- Focke-Wulf Fw 189
- Henschel Hs 129
- Siebel Si 204A
- Pilatus P-2

## Technische Daten
As 410 A-2
- Typ: 60°V-12-Zylinder hängend
- Bohrung: 105 mm
- Hub: 115 mm
- Hubraum: 12 Liter
- Verdichtungsverhältnis: 6,4:1
- Trockenmasse: 315 kg
- Startleistung: 465 PS bei einer Drehzahl von 3100/min
- Maximale Dauerleistung: 380 PS bei 3100/min in 2600 m Höhe (Volldruckhöhe)
- Masse-Leistungsverhältnis: 0,8 kg/PS
- Volldruckhöhe: 2600 m
- spez. Verbrauch: 200 g/PSh